# Großer Werkmeister
Der Große Werkmeister ist ein Rennsportwagen, den der Konstrukteur Georg Werkmeister, Mitinhaber der Reparaturwerkstatt Heinrich Werkmeister und des Karosseriebauunternehmens Werkmeister & Lerch, 1952 in Dingelstädt (Thüringen) als Einzelstück baute. Gestalter der Karosserie war Georg Hufnagel, ehemaliger Aerodynamiker der Auto Union AG, in Zusammenarbeit mit Arno Dietzel, der im Wesentlichen den Rahmen entwarf, und Stephan Dudys. Der Wagen fuhr in der Sportwagenklasse E bis zwei Liter Hubraum und ab 1953 auch in der Formel 2. Ende 1953 – nachdem Georg Werkmeister in den Westen übergesiedelt war – beschlagnahmte die Volkspolizei den Wagen, der jedoch weiter an Rennen teilnahm.

## Motor
Wie Veritas, AFM und EMW setzte Georg Werkmeister den Motor des BMW 328 ein, einen Reihensechszylinder mit Leichtmetallzylinderkopf und halbkugelförmigen Brennräumen. Die V-förmig hängenden Ventile werden von einer untenliegenden Nockenwelle über Stoßstangen und Kipphebel betätigt, bei den Auslassventilen mit zusätzlichen waagrechten Stoßstangen über dem Zylinderkopf und einem zweiten Satz Kipphebel. Im Großen Werkmeister leistete der hinter der Vorderachse eingebaute Motor nach der Weiterentwicklung durch Erich Koch und Robert Jäger zunächst etwa 115 PS (85 kW), später 135 PS (99 kW) (99 kW) bei 5800/min. Die Kraft wird über ein teilsynchronisiertes Vierganggetriebe, Kardanwelle und Differenzial auf die Hinterräder übertragen.

## Karosserie und Fahrwerk
Die sehr flache und strömungsgünstige Karosserie des zweitürigen offenen Zweisitzers trägt ein Gitterrohrrahmen, der mit einem Hauptrahmen verschweißt ist. Um das Gewicht des Wagens niedrig zu halten, sind die Rohre des Hauptrahmens durchbohrt. Der Unterboden ist völlig glatt. Zur Verringerung des Luftwiderstandes waren in Rennen die Radausschnitte abgedeckt.
Die Vorderräder sind an einer oben liegenden Querblattfeder und unteren Dreieckslenkern aufgehängt. Hinten ist es eine Starrachse mit längsliegenden Blattfedern. An allen vier Rädern hatte der Wagen zunächst Hebelstoßdämpfer, später Teleskopstoßdämpfer. 1959 wurde die ursprüngliche Aluminiumkarosserie durch eine in der Form ähnliche aus Stahlblech mit höherer Windschutzscheibe ersetzt, die der Wagen etwa 50 Jahre behielt.

## Technische Daten

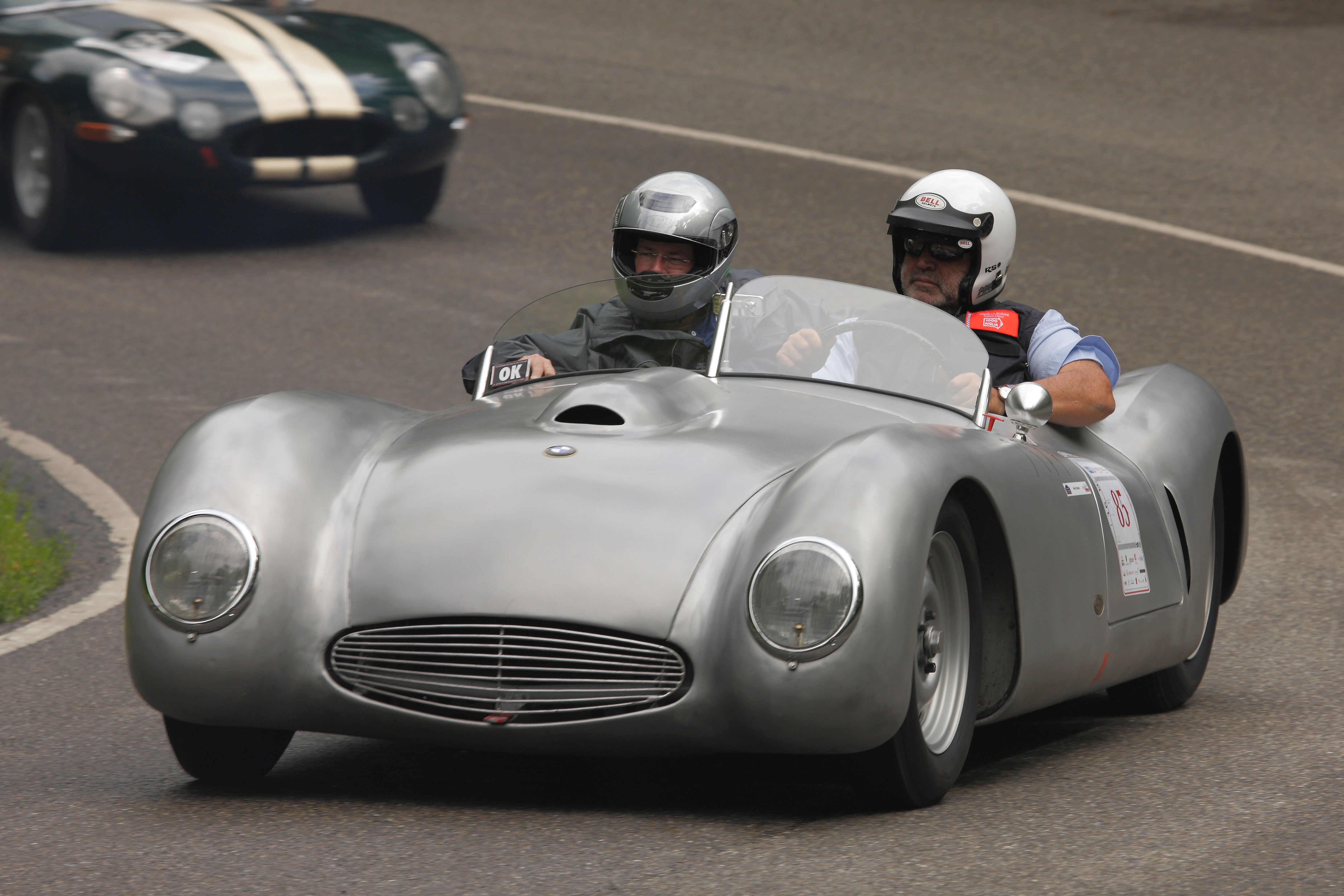
Großer Werkmeister, Baujahr 1952, auf der Solitude

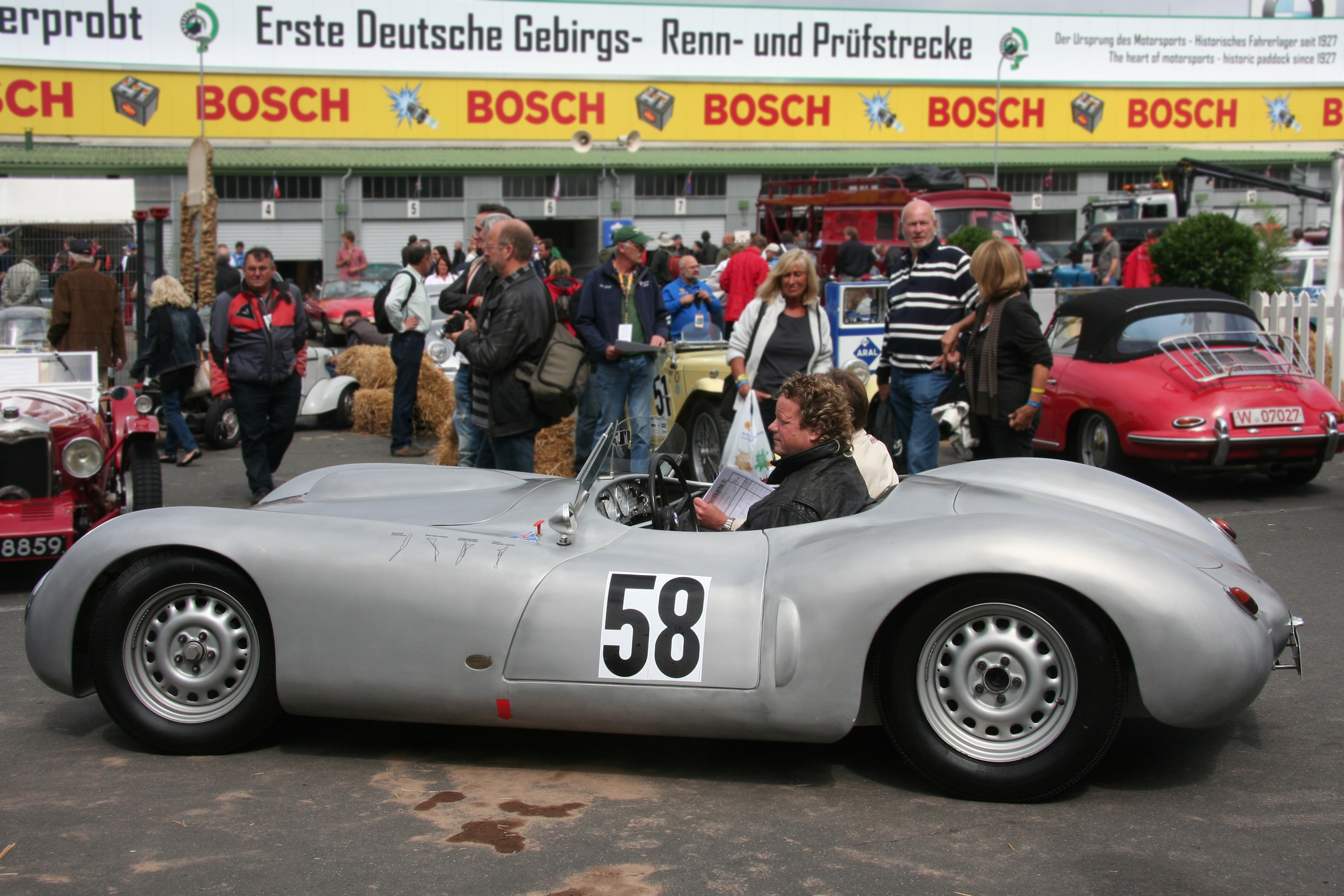
Großer Werkmeister am Nürburgring

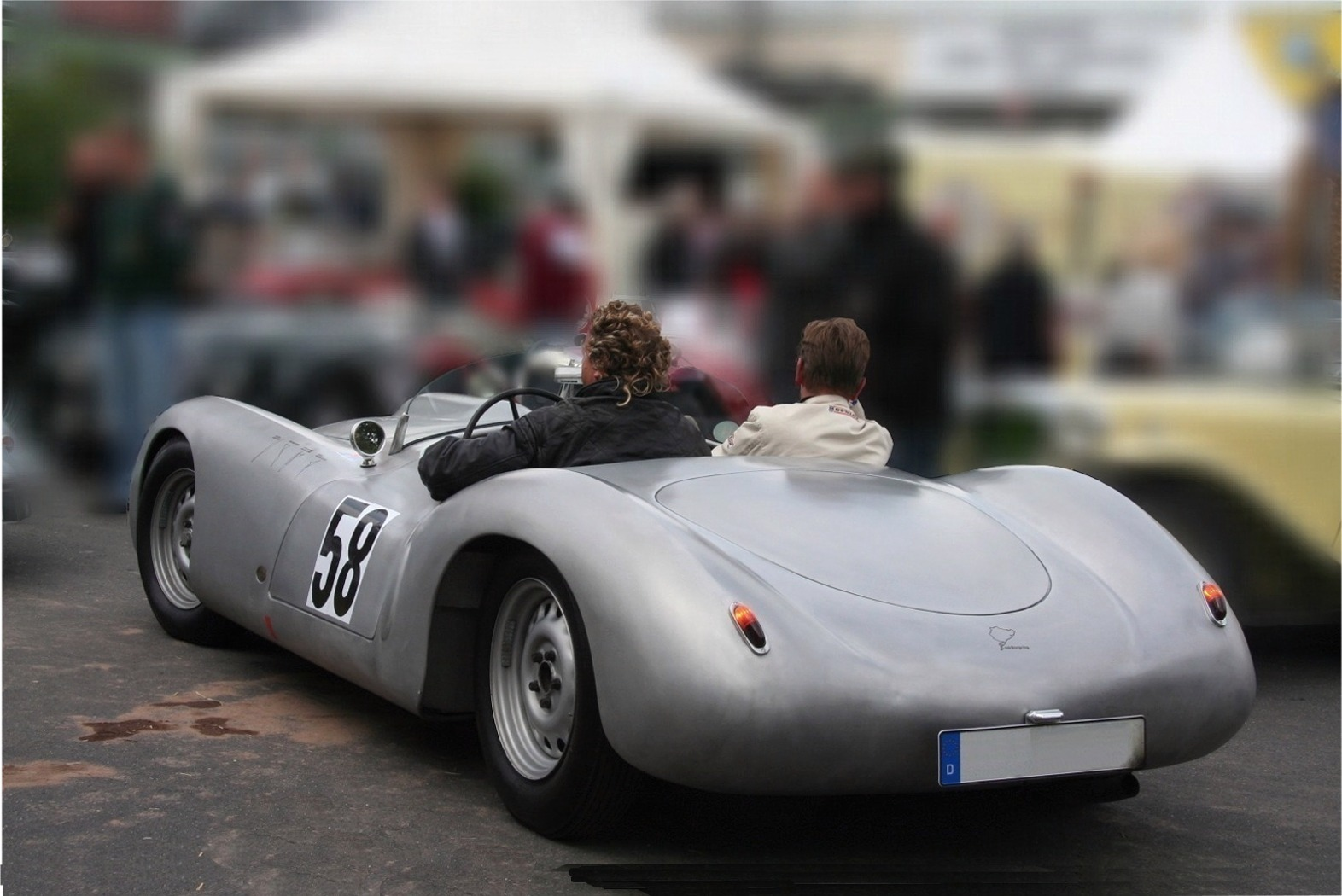
… beim AvD-Oldtimer-Grand-Prix

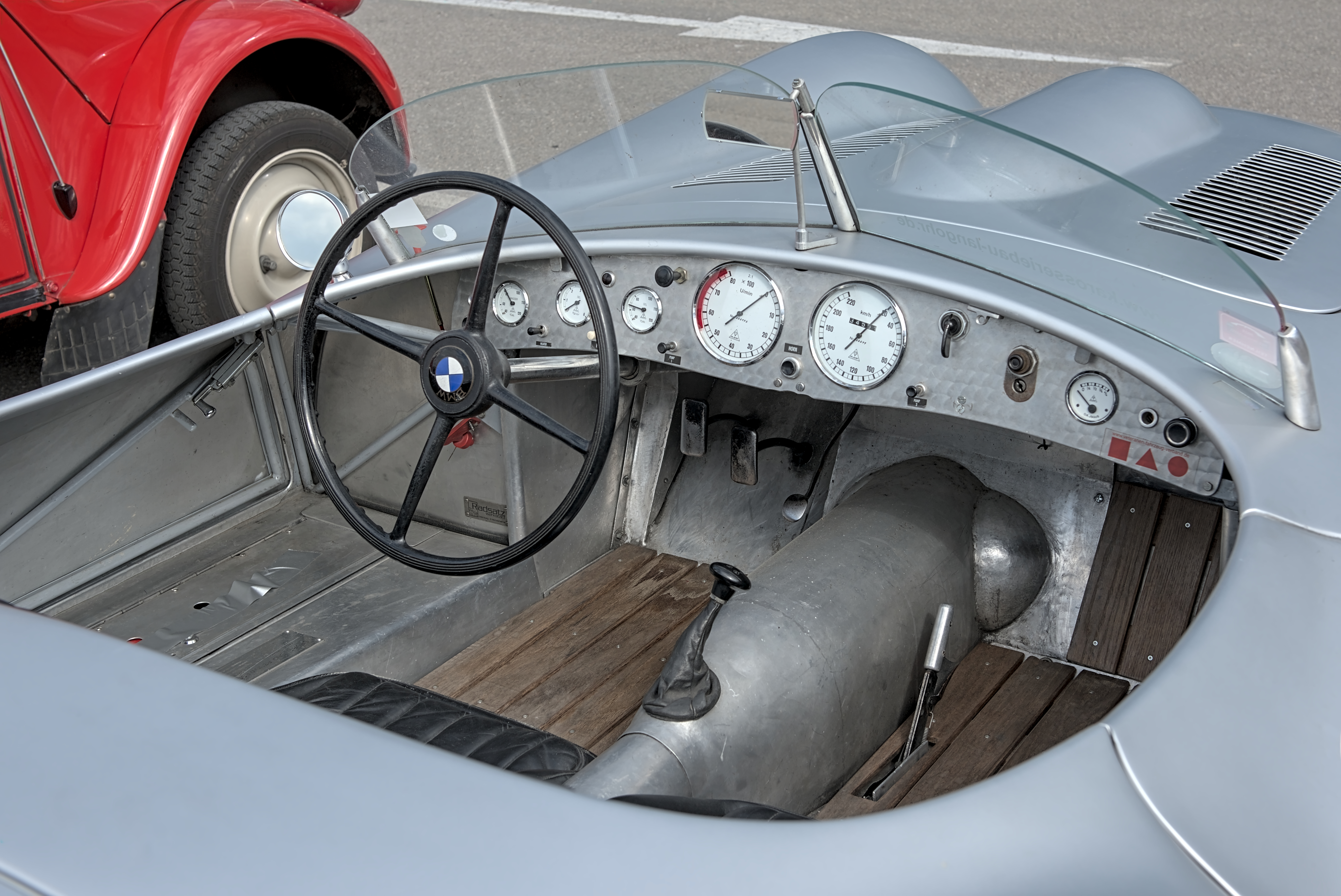
Cockpit des Großen Werkmeisters

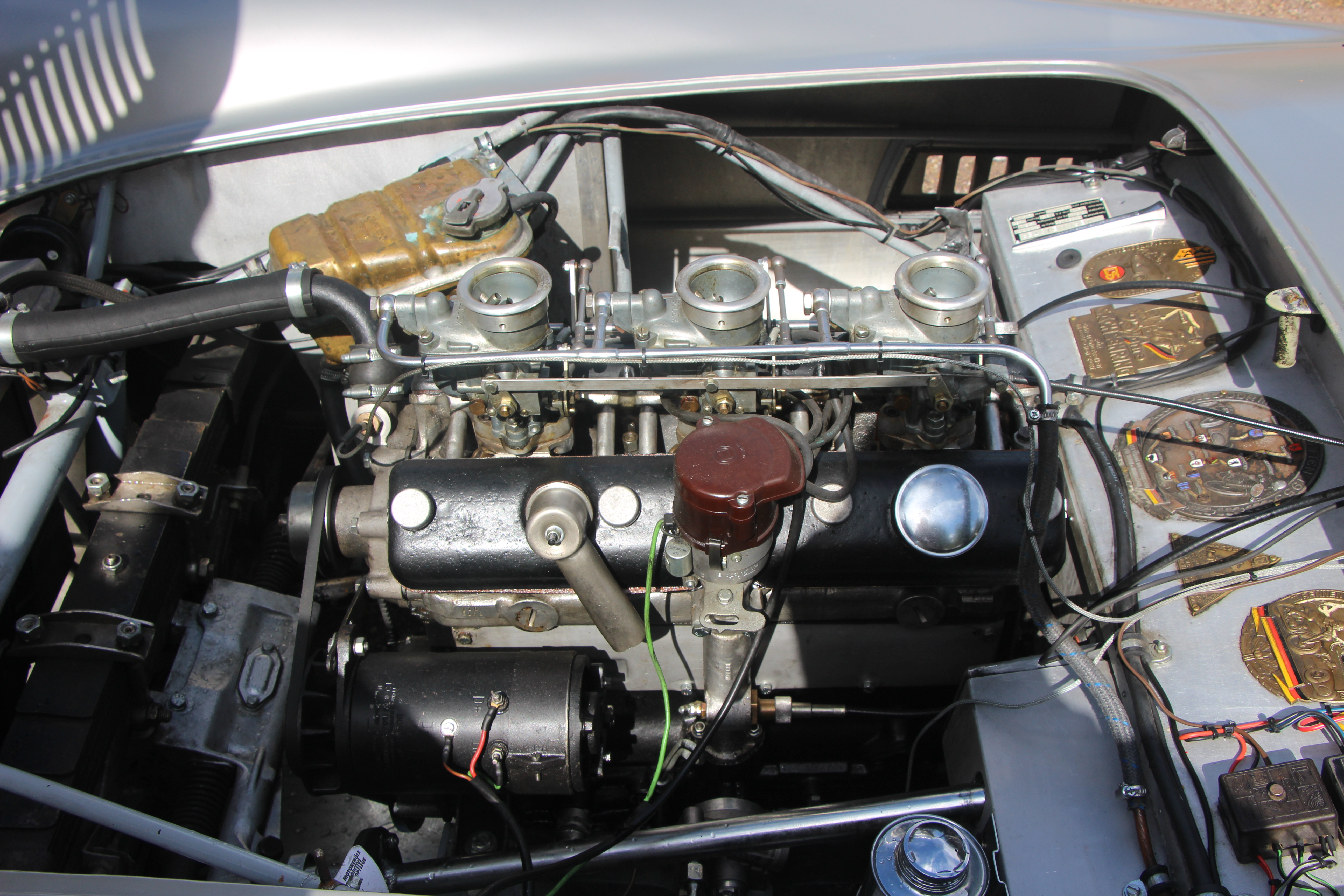
Motorraum Großer Werkmeister
mit Plaketten der Rennteilnahmen

| Kenngrößen                 | Großer Werkmeister                                                                  |
| Motor:                     | Sechszylinder-Viertakt-Reihenmotor, hinter der Vorderachse eingebaut                |
| Kühlung:                   | Wasser                                                                              |
| Hubraum:                   | 1971 cm³                                                                            |
| Bohrung × Hub:             | 66 × 96 mm                                                                          |
| Ventilsteuerung:           | untenliegende Nockenwelle, V-förmig hängende Ventile                                |
| Verdichtung:               | 10,5 : 1                                                                            |
| Vergaser:&                 | 3 Fallstromvergaser                                                                 |
| Leistung:                  | 135 PS (99 kW) bei 5800/min                                                         |
| Maximales Drehmoment:      | 185 Nm bei 4500/min                                                                 |
| Kraftübertragung:          | 4-Gang mit H-Schaltung, 3. und 4. Gang synchronisiert, Kardanwelle und Differenzial |
| Rahmen:                    | Gitterrohr-, mit Hauptrahmen verschweißt                                            |
| Lenkung:                   | Zahnstange                                                                          |
| Radaufhängung vorn:        | Dreiecklenker unten, obliegende Querblattfeder, Teleskopstoßdämpfer                 |
| Radaufhängung hinten:      | Starrachse mit Längsblattfedern, Teleskopstoßdämpfer                                |
| Bremsen:                   | hydraulisch betätigte Trommelbremsen, Ø 280 mm                                      |
| Spurweite vorn und hinten: | 1375 mm                                                                             |
| Radstand:                  | 2600 mm                                                                             |
| Reifengröße vorn/hinten:   | 5.50–16/6.00–16                                                                     |
| Länge × Breite × Höhe:     | 4100 × 1750 × 1030 mm                                                               |
| Leergewicht:               | 770 kg                                                                              |
| Zulässiges Gesamtgewicht:  | 950 kg                                                                              |
| Höchstgeschwindigkeit:     | 220 km/h                                                                            |

## Der Große Werkmeister im Motorsport
Nach ersten Testfahrten auf der Landstraße zwischen Heiligenstadt und Leinefelde mit Geschwindigkeiten bis zu 220 km/h startete der Große Werkmeister am 3. September 1952 auf dem Sachsenring zu seinem ersten Rennen. Fahrer war Hans Althoff, der den Wagen als „zu giftig“ empfand und nicht den erwarteten Erfolg erzielte.
In der Saison 1953 fuhr Karl Weber aus Heiligenstadt für Werkmeister. Weber, der bereits über vier Jahre Rennerfahrung verfügte, belegte bei seinem ersten Einsatz mit dem Großen Werkmeister am 3. Mai 1953 auf der Autobahn Chemnitz den zweiten Platz hinter Rudolf Krause. Am 7. Juni 1953 in Dessau wurde er Vierter in einem Feld von 13 Wagen. Weber bestritt in diesem Jahr noch drei weitere Rennen, unter anderem am 30. August auf dem Sachsenring, und wurde Dritter in der DDR-Meisterschaft 1953. Das Auto war inzwischen Eigentum des Treuhandbetriebes Werkmeister, nachdem Georg Werkmeister im März 1953 die DDR verlassen hatte und in der Bundesrepublik Deutschland lebte.
Auch 1954 startete der Große Werkmeister noch einige Male. Das letzte Rennen auf der AVUS im September konnte er jedoch nicht mehr aufnehmen, weil es nicht gelang, einen Lagerschaden rechtzeitig zu beheben.

## Verbleib nach 1954
Nachdem die Zeit der Teilnahme an Rennen vorüber war, blieb der Wagen einige Jahre ungenutzt, bevor er 1959 umgebaut und mit Stahlblechkarosserie, Stoßstangen und einem Motor aus dem EMW 340 für den Straßenverkehr zugelassen wurde. In der Folgezeit wechselte er mehrmals den Besitzer, wurde 2004 teilrestauriert und ab November 2006 auf Veranlassung der damaligen Eigentümer weitestgehend in den Originalzustand zurückversetzt, mit Aluminiumkarosserie und einem EMW-328-Motor, der dem ursprünglichen BMW-Motor entspricht.